# Isabella (Simon Maris)
Isabella, auch bekannt als Junge Frau mit Fächer, ist ein Gemälde aus dem Jahr 1906 von Simon Maris. Es befindet sich in der Sammlung des Rijksmuseums in Amsterdam.

## Beschreibung

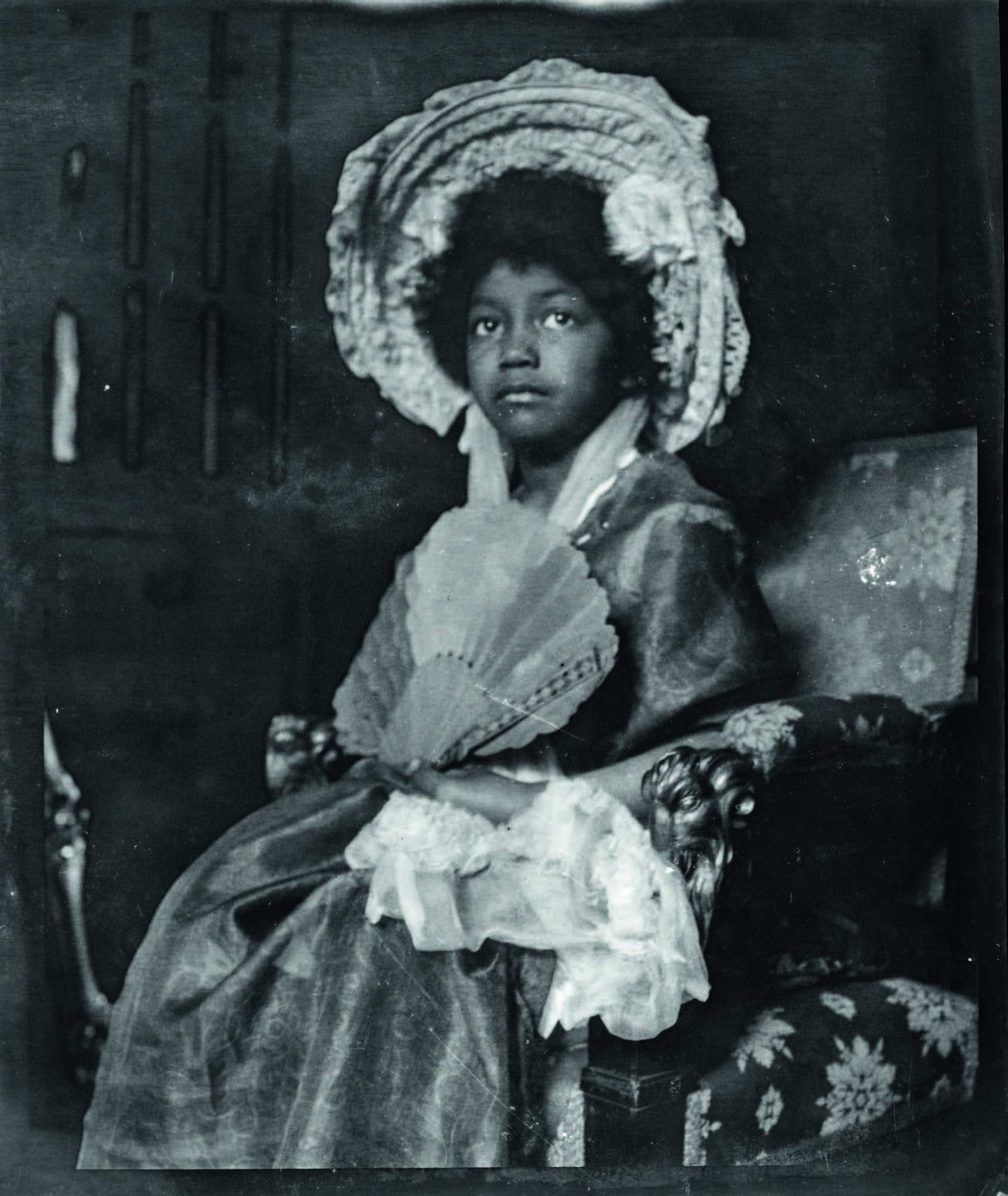
Fotografie von Isabella im Atelier von Simon Maris, 1906, Negativ, 124 × 101 mm. Den Haag, Simon Maris und Familienarchiv

Das Kunstwerk misst 41 × 29 cm und besteht aus Ölfarbe auf Leinwand. Das Porträt zeigt ein zwölfjähriges Mädchen, das nur Isabella genannt wird, in Maris’ Atelier in der Keizersgracht 498, Amsterdam. Es sitzt in einem gepolsterten Holzsessel, in dessen Armlehnen Ziegenköpfe geschnitzt sind. In der rechten Hand hält es einen Fächer, mit der linken Hand berührt es die goldene Quaste des Fächers. Sein linker Arm ist mit einem goldenen Armband geschmückt und sein Ringfinger trägt einen goldenen Ring. Isabella trägt ein „prächtiges“ blaues und grünes Kleid und eine weiß-rote Haube auf dem Kopf. Im Hintergrund ist ein Spiegel zu sehen, der ihr Spiegelbild zeigt und die Rückseite der Haube und des Kleides zur Geltung bringt.

## Andere Versionen
Es gibt mehrere Wiedergaben von Isabella, die ebenfalls 1906 von Simon Maris gemalt wurden. Die erste, mit dem Titel Portrait of Mrs Allwood with a Fan, befindet sich im Besitz eines privaten Sammlers und wurde ursprünglich von der Familie De Visscher aus Zeist in den 1920er Jahren erworben. Eine andere Version, ebenfalls mit dem Titel Isabella, befindet sich im Besitz von Sally Schuman, nachdem ihre Großmutter, Anna Maria Lagaay, das Gemälde um 1906 von Maris erhalten hatte. Sein derzeitiger Standort ist unbekannt.

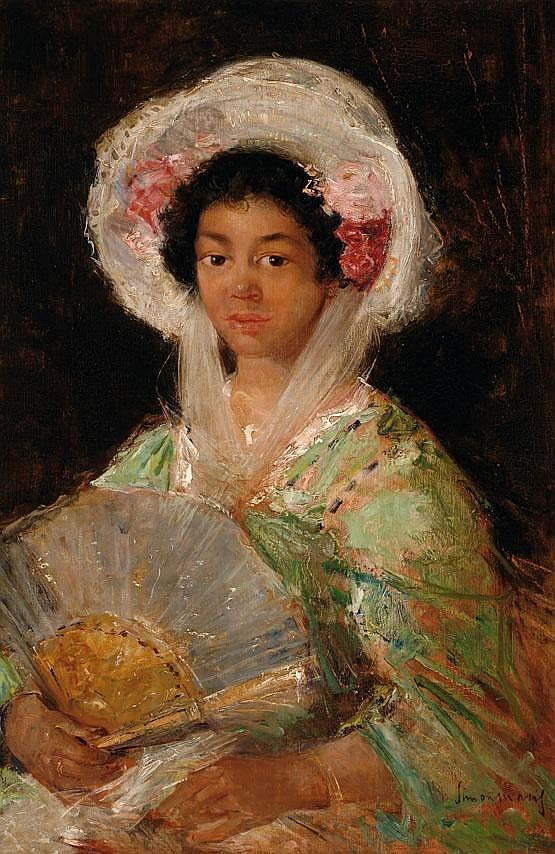
Simon Maris, 1906, Mrs Allwood with a Fan, Öl auf Leinwand, 86,5 × 57,5 cm, Privatsammlung.
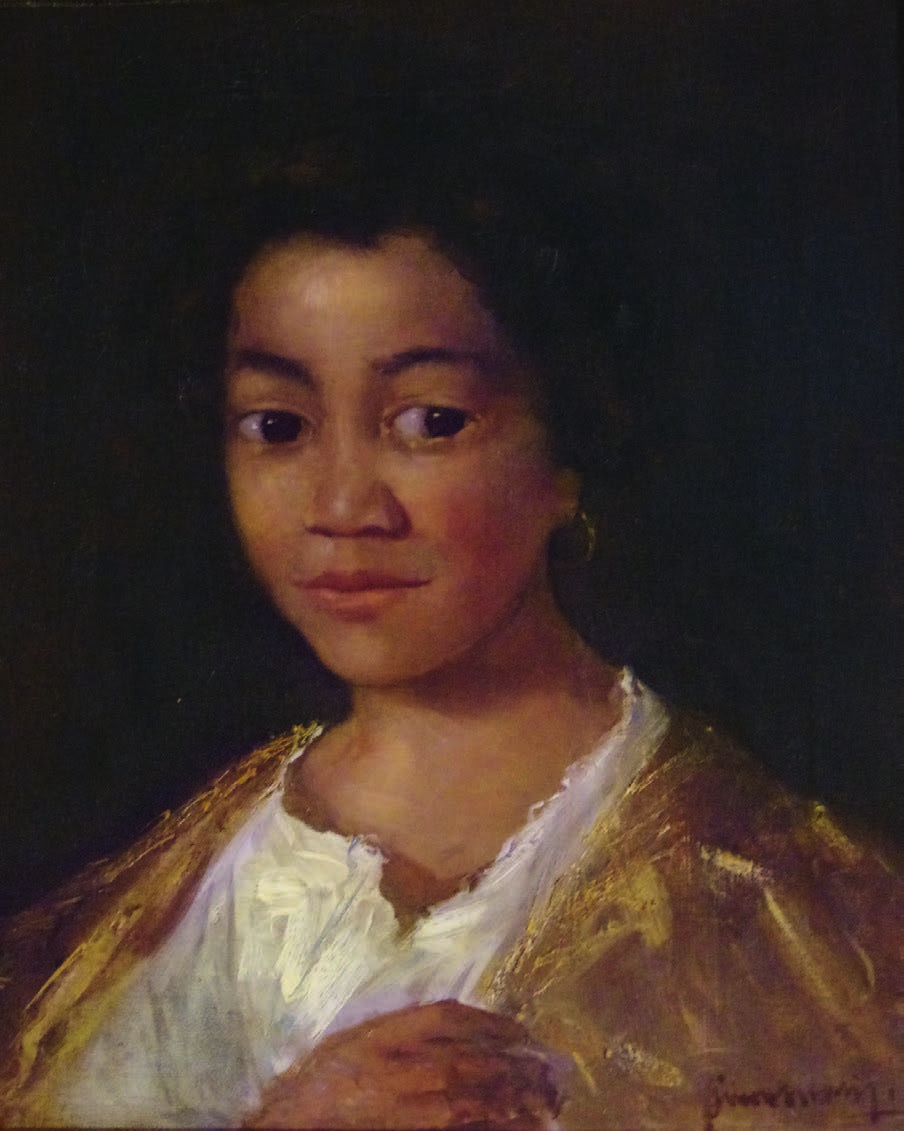
Simon Maris, 1906, Isabella, Öl auf Leinwand, 61 × 43,2 cm, Privatsammlung Sally Schuman.
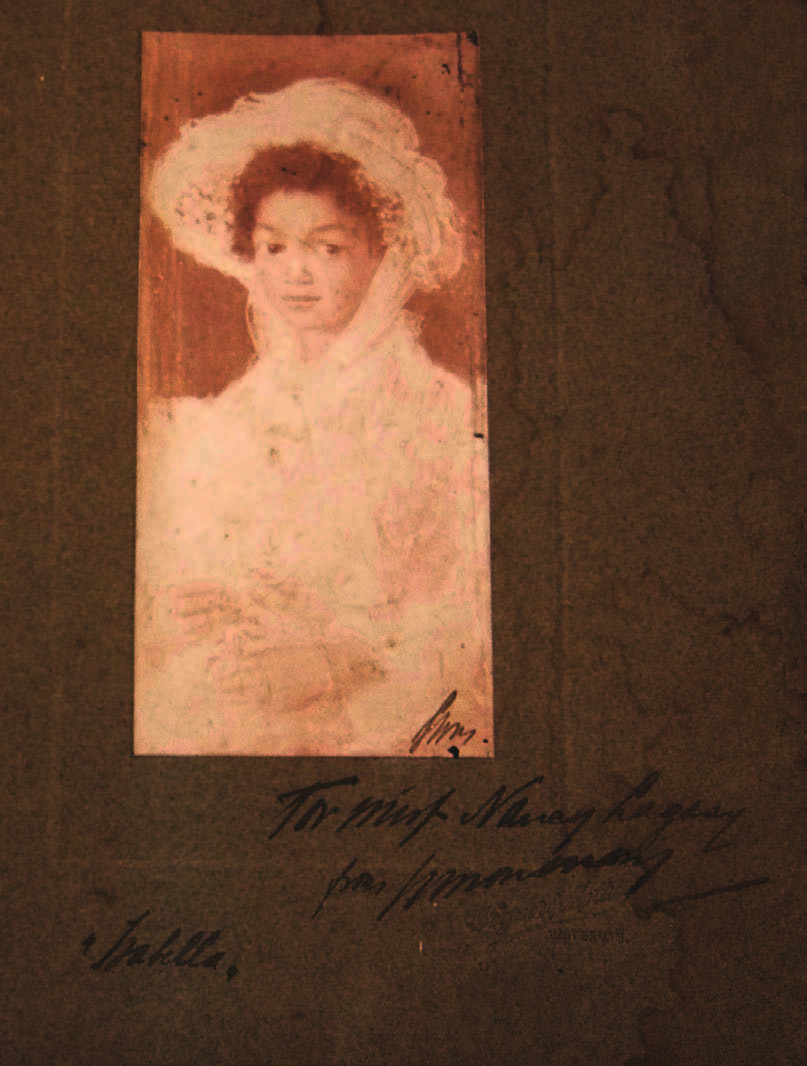
Eine Karte mit einer Reproduktion von Isabella, die 1907 in einem Brief von Simon Maris verschickt wurde.

## Streit um die Benennung von Kunstwerken
Im Jahr 2015 kündigte das Rijksmuseum an, die Titel einer Reihe von Gemälden in seiner Sammlung zu ändern, und begründete dies mit kultureller Sensibilität in Bezug auf Rassismus. Unter diesen Werken befand sich ein Porträt einer jungen dunkelhäutigen Frau von Simon Maris mit dem Titel Young Negro-Girl, das im Nachhinein in Junge Frau mit Fächer geändert worden war. Das Projekt, bei dem die Beschreibungen oder Titel von über 220.000 Kunstwerken geändert werden sollen, war Gegenstand einer Debatte über die Bedeutung der Bewahrung des historischen Kontextes gegenüber der Maximierung der kulturellen Sensibilität.
Das Motiv des Gemäldes war zuvor von dem Kunsthändler Jan C. Schuller während einer Ausstellung im Jahr 1908 als „kleine Negerin“ bezeichnet worden. Eine damalige Zeitung beschrieb das Porträt als „die hervorragend gemalte ‚Kleine Negerin‘ von sehr vornehmer Farbgebung und Konzeption und mit feiner Malerei des Stoffes der Kleidung und des Fächers“.
Der von Maris selbst beabsichtigte Name des Gemäldes wurde in einem Brief von 1907 enthüllt, in dem er das Werk als Isabella (negress) bezeichnete, zusammen mit einer Inschrift auf einer frühen Version des Kunstwerks, die es einfach als „Isabella“ betitelt. Aufgrund dieser Entdeckung benannte das Rijksmuseum das Porträt im Jahr 2020 erneut um, und zwar von dem revidierten Titel Junge Frau mit Fächer zu seinem aktuellen Namen „Isabella“.